# Fotoromanza
"Fotoromanza" és una cançó composta per Gianna Nannini, Conny Plank i Raffaella Riva (membre del grup de pop Gruppo Italiano) i interpretada per Gianna Nannini.
El senzill va assolir el primer lloc durant quatre setmanes consecutives el setembre de 1984 a les llistes italianes. Va guanyar l'edició de 1984 del Festivalbar i també va guanyar "Vota la Voce", un esdeveniment musical organitzat per la revista TV Sorrisi e Canzoni. El vídeo musical de la cançó va ser dirigit pel guanyador de l'Oscar Michelangelo Antonioni.
La cançó va ser posteriorment interpretada per diversos artistes, incloent Ricchi e Poveri i Iva Zanicchi, i va ser sampleada pel raper Marracash per a la seva cançó "Fotoromanzo". Es va incloure a la banda sonora de la pel·lícula dramàtica de Gianni Amelio Nens robats.

## Llista de pistes i formats
- Senzill italià de 7 polzades[5]

A. "Fotoromanza" – 4:27
B. "Venerdì notte" – 3:10

## Llistes
| Llista (1984)                                | Posició més alta |
| -------------------------------------------- | ---------------- |
| Itàlia (Musica e dischi)                     | 1                |
| Suïssa (Swiss Hitparade)                     | 4                |
| Alemanya Federal (Llista oficials alemanyes) | 60               |